# Eisenbergiella porci
Eisenbergiella porci es una  especie de bacteria grampositiva del género Eisenbergiella. Fue descrita en el año 2021. Su etimología hace referencia a cerdo. Es anerobia estricta. Tiene un tamaño de 2-5 μm de largo y suele crecer en cadenas. Temperatura de crecimiento de 37 °C. Tiene un contenido de G+C de 48,4%. Se ha aislado de heces de cerdo en Alemania.